# Xi Zhicai
Xi Zhicai (? - octobre 196) (戲志才) était un conseiller militaire chinois au service du seigneur de guerre Cao Cao lors des premières campagnes de celui-ci.
Les chroniques historiques laissent transparaître peu de choses au sujet de celui-ci : son nom apparaît dans deux biographies du San Guo Zhi, et brièvement dans un chapitre du Hou Han Shu. Contrairement à la plupart des personnalités de son époques, Xi Zhicai n'apparaît pas dans le roman des Trois Royaumes.
Xi Zhicai venait du district de Yingchuan (潁川), qui correspond à l’actuel compté de Yu dans le Henan. Il fut introduit auprès de Cao Cao par le conseiller Xun Yu, un de ses compatriotes alors pourtant qu'il n'était pas réputé pour ses talents militaires.
Il semble pourtant à la hauteur de la tache et Cao Cao fait bon usage de ses conseils, mais son service est extrêmement court et il meurt prématurément vers 196. Il est remplacé par le stratège Guo Jia.